# オスポック
株式会社オスポック（英語: OSPPOC  CO.,LTD.）は、新潟県十日町市に本社を置く、日本の情報・通信企業である。社名は「Outsourcing＆Solution suPPOrt Center」の略称。カラーについては、希望を表すオレンジと、エコカラーの緑を使用。十日町市はソフトウェア産業では県内第3位の集積基地で、地域と首都圏のニアショア(near shore)開発（言葉・文化の近い近隣の国でのソフトウェア開発）の拠点地域になっている。

## 事業内容
- ソフトウェア設計・開発
  - 業務用ソフトウェアの設計・開発
    - 自治体（住民記録システム、税システム、介護保険システム、財務会計システム、文書管理システム、電子申請システム、電子調達システム）
    - 民間企業（給与計算、財務管理、工事原価管理、顧客管理、生産売上管理）
    - 組み込みソフトウェア（オーディオ・ビジュアル分野、宇宙開発研究分野・衛星関係）
- システムコンサルティングサービス
  - 自治体・民間企業向けの業務分析・システム企画・提案
- システム運用サービス
  - 自治体業務のシステム運用・保守
- 受託計算
  - 自治体・民間企業の業務処理の受託計算処理
- インターネットプロバイダサービス
- 情報関連機器販売
  - パソコン、通信機及び関連機器の販売

## 沿革
- 1971年（昭和46年）4月 - 電算センターを設立（十日町織物工業協同組合）
- 1987年（昭和62年）4月 - 十日町ソフト開発株式会社を設立（第三セクターの株式会社）十日町市、川西町、津南町、中里村、十日町農業協同組合、十日町織物工業協同組合、十日町商工会議所、日本電気の出資。
- 1996年（平成8年）5月 - インターネットプロバイダ事業開始「Tiara」
- 1997年（平成9年）3月 - 本社移転（当間高原リゾート）
- 1998年（平成10年）3月 - 通商産業省（経済産業省）の「安全対策実施事業所」の認定を取得（情報システムのセキュリティ対策）
- 2001年（平成13年）11月 - 株式会社オスポックへ社名変更。
- 2003年（平成15年）7月 - 日本品質保証機構（JQA）から「ISO9001：2000年版」の認証を取得（登録番号JQA-QMA10246）